# Piłka ręczna na Letnich Igrzyskach Olimpijskich 2024 – kwalifikacje mężczyzn
Kwalifikacje do olimpijskiego turnieju piłki ręcznej 2024 miały na celu wyłonienie męskich reprezentacji narodowych w piłce ręcznej, które wystąpią w tym turnieju.
W turnieju olimpijskim wystąpi dwanaście zespołów. Udział zapewniony miała reprezentacja Francji jako przedstawiciele gospodarza igrzysk, zaś o pozostałe miejsca odbywać się będą zawody eliminacyjne. Po jednym zostanie zorganizowane w każdej z czterech regionalnych federacji i podobnie jak z mistrzostw świata awans uzyskają triumfatorzy tych zawodów. W przypadku gdy zwycięzca kontynentalnego turnieju będzie jednocześnie mistrzem świata lub gospodarzem igrzysk, awans z tego turnieju otrzyma zespół z drugiego miejsca. Ostatnią szansą będą trzy czterozespołowe światowe turnieje kwalifikacyjne, z których awansują po dwa najlepsze, a prawo udziału w nich uzyska sześć czołowych drużyn z mistrzostw świata, które dotychczas nie uzyskały kwalifikacji oraz sześć drużyn wyznaczonych ze względu na kryterium geograficzne.

## Zakwalifikowane drużyny
| Kwalifikacja                        | Data                                    | Gospodarz       | Miejsca | Zakwalifikowani    |
| ----------------------------------- | --------------------------------------- | --------------- | ------- | ------------------ |
| Gospodarz                           | –                                       | –               | 1       | Francja            |
| Mistrzostwa świata                  | 11–29 stycznia 2023                     | Polska/ Szwecja | 1       | Dania              |
| Azjatycki turniej kwalifikacyjny    | 18–28 października 2023                 | Katar           | 1       | Japonia            |
| Igrzyska panamerykańskie            | 30 października – 4 listopada 2023 roku | Chile           | 1       | Argentyna          |
| Mistrzostwa Europy                  | 10–28 stycznia 2024                     | Niemcy          | 1       | Szwecja            |
| Mistrzostwa Afryki                  | 17–27 stycznia 2024                     | Egipt           | 1       | Egipt              |
| I światowy turniej kwalifikacyjny   | 14–17 marca 2024                        | Hiszpania       | 2       | Hiszpania Słowenia |
| II światowy turniej kwalifikacyjny  | 14–17 marca 2024                        | Niemcy          | 2       | Chorwacja Niemcy   |
| III światowy turniej kwalifikacyjny | 14–17 marca 2024                        | Węgry           | 2       | Norwegia Węgry     |
| Razem                               |                                         |                 | 12      |                    |

## Kwalifikacje

### Mistrzostwa świata
Zwycięstwo w półfinale MŚ 2023 dało Duńczykom kwalifikację na igrzyska olimpijskie, bowiem ich finałowym przeciwnikiem byli gospodarze LIO 2024. W samym decydującym pojedynku pokonali Francuzów tym samym zdobywając trzeci tytuł z rzędu jako pierwsza drużyna w historii.

### Turnieje kontynentalne

#### Afryka
Po odebraniu Algierii prawa do organizacji mistrzostw, gospodarzem zaplanowanych na drugą połowę stycznia zawodów został Egipt. Zespoły rywalizowały systemem kołowym w ramach czterech czterozespołowych grup, po czym czołowe dwie z każdej z grup awansowały do ćwierćfinałów.
Stawką mistrzostw był awans na paryskie igrzyska dla triumfatora oraz prawo gry w światowych turniejach kwalifikacyjnych dla pozostałych dwóch medalistów. Tytuł sprzed dwóch lat obronił Egipt pokonując w finale Algierię, brąz zdobyli zaś Tunezyjczycy.

#### Ameryka
Turniej kwalifikacyjny został przeprowadzony w dniach 30 października – 4 listopada 2023 roku w ramach XIX Igrzysk Panamerykańskich w Viña del Mar. W zawodach wystartowało osiem zespołów wyłonionych we wcześniejszych eliminacjach, które zostały podzielone na dwie grupy po cztery zespoły. Rozgrywki prowadzone były w pierwszej fazie systemem kołowym, po którym nastąpiła faza play-off: po dwie najlepsze drużyny z każdej grupy walczyły o miejsca 1–4, natomiast pozostałe o pozycje 5–8. Stawką zawodów był bezpośredni awans na LIO 2024 dla triumfatora tych zawodów oraz prawo gry w światowym turnieju barażowym dla jego finalisty.
Faworyzowane zespoły Argentyny i Brazylii łatwo zwyciężyły w swoich grupach, a następnie bezproblemowo uporały się z półfinałowymi przeciwnikami. Tytuł sprzed czterech lat obronili Argentyńczycy kwalifikując się tym samym na paryskie igrzyska.

#### Azja
W połowie października 2022 roku Azjatycka Federacja Piłki Ręcznej ogłosiła konkurs na organizację turnieju kwalifikacyjnego zaplanowanego wstępnie na przełom października i listopada 2023 roku. Dwa miesiące później ogłosiła, że gospodarzem turnieju zaplanowanego ostatecznie na 18–28 października 2023 roku został wybrany Katar. Turniej został zaplanowany z udziałem dwunastu drużyn, które rywalizowały w pierwszej fazie systemem kołowym podzielone na dwie sześciozespołowe grupy, po czym po dwie najlepsze z każdej grupy awansowała do półfinałów. Losowanie grup odbyło się 20 maja 2023 roku, już po jego przeprowadzeniu wycofał się Uzbekistan, a opublikowany pod koniec sierpnia tego roku harmonogram rozgrywek pozostawiał ogólny schemat bez zmian.
Stawką zawodów był bezpośredni awans na LIO 2024 dla triumfatora tych zawodów oraz prawo gry w światowym turnieju barażowym dla jego finalisty, a faworytami do zajęcia tych dwóch miejsc były reprezentacje Kataru i Bahrajnu, niedawni finaliści igrzysk azjatyckich. Fazę grupową z kompletem zwycięstw ukończyły zespoły z Japonii i Kataru, co oznaczało, że pojedynek faworytów odbędzie się w półfinale. Lepsi od gospodarzy okazali się reprezentanci Bahrajnu, którzy jednak w finale – po raz drugi w tym turnieju – ulegli Japończykom.

#### Europa
Zgodnie z utrwaloną procedurą awans na paryskie igrzyska otrzymać miała najlepsza drużyna ME 2024 – nie licząc Francji i Danii – stawką tego turnieju były także dwa miejsca w światowych turniejach kwalifikacyjnych dla kolejnych dwóch zespołów. Mistrzostwa zostały zaplanowane do rozegrania w dniach od 10 do 28 stycznia 2024 roku w Niemczech i wzięły w nim udział dwadzieścia cztery zespoły.
Po dogrywce tytuł mistrzowski zdobyli Francuzi pokonując Duńczyków, a jako że te dwie reprezentacje miały już zapewniony olimpijski awans kluczowym był mecz o trzecie miejsce, w którym Szwedzi pokonali gospodarzy. Do światowych turniejów kwalifikacyjnych awansowały natomiast zespoły z miejsc siódmego i ósmego – Portugalia i Austria.

### Światowe turnieje kwalifikacyjne
Termin przeprowadzenia światowych turniejów kwalifikacyjnych (pomiędzy 14 a 17 marca 2024 roku) został ustalony z końcem lipca 2023 roku, a pełna obsada była znana po zakończeniu męskich czempionatów w Europie, Afryce i Azji w styczniu 2024 roku. Miejsca ich rozegrania zostały ogłoszone na początku lutego 2024 roku, a w drugiej połowie tegoż miesiąca także szczegółowe ich harmonogramy. Awans uzyskało sześć europejskich reprezentacji.
| Turniej I | Turniej II | Turniej III |
| --- | --- | --- |
| - 3. miejsce MŚ 2023: Hiszpania - 10. miejsce MŚ 2023: Słowenia - 2. miejsce turnieju azjatyckiego 2023: Bahrajn - 2. miejsce IP 2023: Brazylia | - 5. miejsce MŚ 2023: Niemcy - 9. miejsce MŚ 2023: Chorwacja - 2. miejsce MAf 2024: Algieria - 8. miejsce ME 2024: Austria | - 6. miejsce MŚ 2023: Norwegia - 8. miejsce MŚ 2023: Węgry - 7. miejsce ME 2024: Portugalia - 3. miejsce MAf 2024: Tunezja |

 Turniej I
 Turniej II
 Turniej III